# اندیس نودره
نودره یک اندیس فلزی است که در حوالی شهر طرقبه استان خراسان قرار دارد و مادهٔ معدنی موجود در آن، مس است.  